# Jean-Frédéric Perregaux
Pour les articles homonymes, voir Perregaux.
Jean-Frédéric Perregaux (ou Perrégaux), né à Neuchâtel, le 4 septembre 1744, mort à Viry-Châtillon, le 17 février 1808, est un banquier neuchâtelois installé à Paris.

## Biographie

### Les débuts
Jean Frédéric Perregaux est l’aîné des sept enfants (trois garçons et quatre filles) de François-Frédéric Perregaux, lieutenant-colonel du département de Val-de-Ruz qui, né en 1716, avait été jusqu’en 1740 officier au service de la France. Il fait l’apprentissage du commerce et de la finance à Mulhouse où il apprend l’allemand, à Amsterdam et à Londres, puis il s’installe à Paris en 1765 où il travaille pour Jacques Necker et fréquente le salon de l'hôtel Thellusson.
En 1781, avec l’aide de son compatriote Isaac Panchaud, il fonde sa propre banque en s’associant au banquier Jean-Albert Gumpelzhaimer, ancien correspondant à Paris de plusieurs banquiers européens. Il devient un homme riche, jouant au mécène éclairé, avec une prédilection pour le théâtre, l’opéra, et les jolies femmes. Le pamphlétaire anglais Lewis Goldsmith prétend qu’il eut une liaison avec la séduisante Michelle de Bonneuil. Si c’est exact, il l’aurait alors connue vers 1777, quand elle était, avec Anne Dillon, comtesse de Martainville (autre amie et cliente de Perregaux) une des six berceuses de Nicolas Beaujon, le banquier d’origine bordelaise qui est le parrain de son premier enfant.

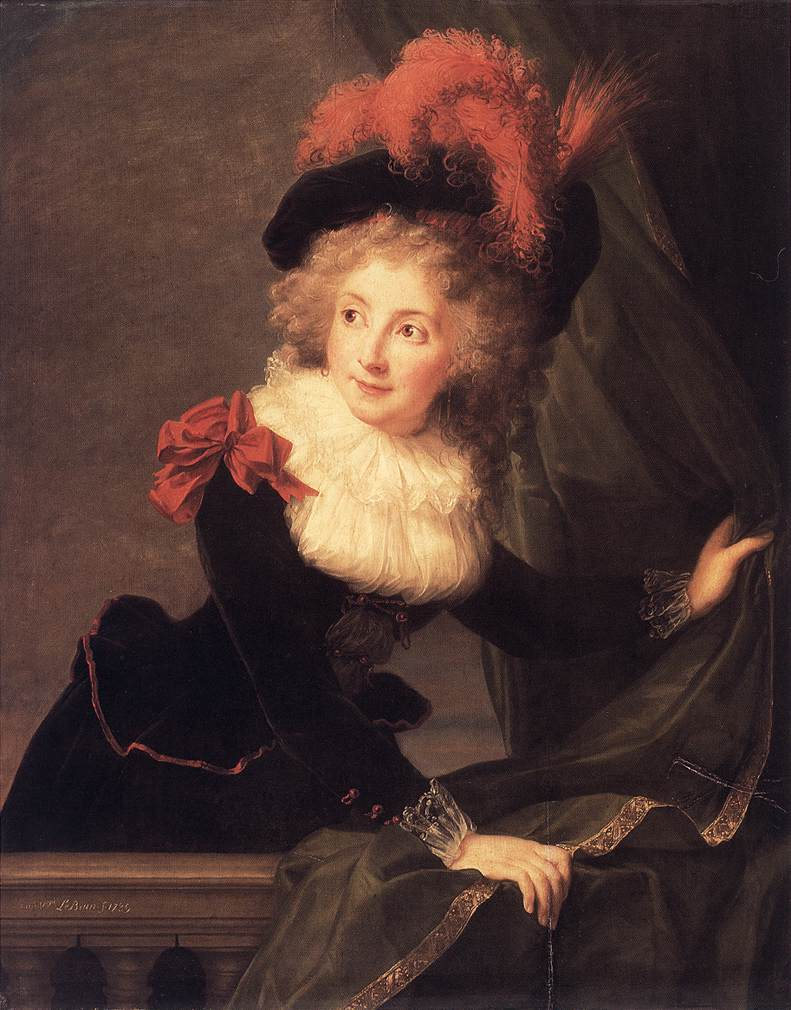
Madame Perregaux, 1789
par Élisabeth Vigée Le Brun
Wallace Collection, Londres

Le 20 janvier 1779, à Longpont-sur-Orge (Essonne), il avait en effet épousé Adélaïde de Prael qui fréquentait Mmes Vigée-Le Brun et Bonneuil. Elle était née en 1758 à Paris, fille naturelle de Bernardin comte de Prael et de Louise Dalis Geffriée.
En 1782, Perregaux transporte sa banque de la rue Saint-Sauveur à la rue du Sentier près celle des Jeûneurs. Il fréquente alors la famille Le Normand, l’ex-mademoiselle O’Murphy et son amant Claude Antoine de Valdec de Lessart, futur ministre des Affaires étrangères, le riche aristocrate anglais Whitehill, ancien gouverneur de Madras, le poète André Chénier et sa famille, le comte d’Antraigues et Mme Saint-Huberty, le comte Turconi, tous les habitués de l’atelier d’Élisabeth Vigée-Le Brun dont Michelle de Bonneuil, ou encore le chevalier de Champcenetz parmi bien d’autres, tous voisins ou amis. Le banquier Perregaux est le plus mondain des banquiers de cette époque et, bien que marié, il est libre de mœurs à l’opposé de Jacques Necker et sa femme qui cultivent les apparences de l’entente et de la fidélité conjugales.
Perregaux est le banquier des voyageurs français ou étrangers venus à Paris, se constituant, au fil des années, une clientèle luxueuse. Comme on le voit dans son livre de compte produit au décès de son épouse chez le notaire Gobin, le 8 pluviôse an II (27 janvier 1794), il est le banquier des diplomates et riches aristocrates anglais comme Lord Cholmondeley, Lord Elgin, Quentin Crawfurd et William Beckford, d’espions comme le comte Berthold de Proly ou Nathaniel Parker-Forth et de jolies femmes comme les courtisanes Rosalie Duthé ou Théroigne de Méricourt, également de Eléonore Sullivan et surtout de Mme Grant, la future épouse de Charles-Maurice de Talleyrand qui loge longtemps chez le beau-père de Perregaux lorsque, venant de Calcutta, elle arrive à Paris en 1782.
Le 7 mai 1786, le général Henry Dalrymple lui écrit de Londres pour lui recommander le banquier Robert Herries qui devient son bras droit, pendant la Révolution et la Terreur pour créer, à la Commune de Paris, les conditions de la violence dans la France jacobine. Mais à cette époque, on ne parlait encore que du traité de commerce entre la France et l’Angleterre auquel Perregaux a pris part : « Sir Robert (Herries), écrivait-il, possède une grande connaissance utile sur le sujet des arrangements commerciaux que l’on propose de faire, et il est comme vous un chaleureux partisan de toute mesure jugée suffisante pour mettre fin à ces mesquines hostilités commerciales qui ont depuis si longtemps déshonoré les deux pays…. » Par cette lettre, on voit que Perregaux entretient des relations avec deux authentiques amis de la liberté, à savoir le marquis de La Fayette et Thomas Jefferson, ministre plénipotentiaire à Paris, à qui Dalrymple demande au banquier suisse de transmettre l’expression de ses sentiments respectueux.
Officiellement associé à Gumpelsheimer à partir du 1er janvier 1787, Perregaux fait appel au jeune Basque Jacques Laffitte appelé à devenir un des plus grands financiers du XIXe siècle qui est embauché comme « teneur de livres ».

### Révolution et corruption
En 1789, sans jamais afficher ses opinions réelles - il ne publie jamais d'articles dans la presse -, Perregaux s’implique dans les évènements de la Révolution. Membre du district de Saint-Magloire jusqu'au 1er janvier 1792, il s’inscrit à la garde nationale comme cela était recommandé, quitte à se faire remplacer contre argent dans les tours de garde. Il est capitaine dans le 9e bataillon de la 4e division puis commandant du même bataillon à partir du 1er avril 1791. Il passe pour favorable à la monarchie constitutionnelle du moins jusqu’à l’époque de la fuite du roi à Varennes. Il penchait pour un libéralisme aristocratique appliqué à la France, et son modèle de gouvernement est évidemment le modèle oligarchique anglais. Banquier de commerce autant que banquier d'affaires, il rêve de voir se développer dans le monde entier un libéralisme économique garanti par un ordre social fort et l'esprit de caste (il se fait appeler « baron de Perregaux » dès le début de l'Empire). S’il a attendu avec curiosité l’ouverture des États généraux, il s’est, du moins dans ses correspondances privées, clairement montré hostile à la réunion des trois ordres, qui, débloquant la situation, a été la source de toutes les avancées politiques, ce qui permet de dire a contrario que ses opinions réelles étaient finalement peu éloignées de celles du « libéral conservateur » Cazalès telles qu'il les avait définies dans ses discours à l’Assemblée constituante. Comme la plupart des contemporains de la Révolution française, les opinions affichées de Perregaux s’adapteront à la marche des évènements.
Il spécule sur les blés, probablement aussi sur les fonds importants qui lui étaient confiés par les émigrés et qu’il se chargeait de transférer à l’étranger où il avait des correspondants dans presque toutes les capitales. Il spécule surtout sur les évènements de la Révolution qui, sur le plan international, pourraient permettre, à terme, d’avancer les affaires de l’Angleterre et de la Suisse, donc les siennes propres. Lui et les siens, la banque suisse en général, avaient de gros intérêts à Londres.
Devenu influent dans certains clubs dont le club de Valois où il retrouve ses amis cosmopolites de la banque (Walter Boyd et Ker, les Cottin, Le Couteulx, Delessert, Boscary, Jauge, Girardot, Greffulhe et Montz, etc.) et au comité des finances de l’Assemblée Constituante où il pratique comme les autres financiers une forme de lobbying par l’intermédiaire de son agent principal le suisse Barthélémy Huber dit « de Londres ». Il entretenait des rapports suivis avec les représentants de la banque britannique à Paris, notamment Walter Boyd, Guillaume Ker, et Robert Herries (dit « Hérrissé ») - relation particulière de Joseph Fouché - qui étaient, comme lui, des banquiers politiques. Il voyait enfin William Auguste Miles, l’un des principaux agents anglais placé auprès de Mirabeau pour obtenir la non intervention des Français aux Pays-Bas et la rupture du pacte de famille, accord de solidarité liant la France à l’Espagne et qui avait fait ses preuves pendant la guerre d’Amérique.
Il apparaît assez clairement aujourd’hui que Perregaux et la banque anglaise – et tous ceux qui gravitaient dans son orbite –, finançaient les meneurs de la Commune, connus sous le nom d’« Exagérés », jusqu’au procès de certains d’entre eux et à la baisse relative de leur influence à partir de mars 1794. Cette faction très importante, dont le compatriote suisse de Perregaux, Jean-Nicolas Pache était un relais essentiel, dont les instruments furent l’argent et la démagogie la plus outrancière, eut une influence déterminante sur les événements de 1793 et, de façon générale, sur l’apparition de la Terreur. Le but à atteindre était - non pas évidemment de rétablir les Bourbons et de nouer des liens avec les royalistes de l’intérieur, mais de créer des conditions de désordre et d'instabilité politique pour neutraliser l'essor du courant politique très puissant, d'essence populaire, incarné par Robespierre et ses vrais amis, qui avaient conservé la confiance des sections.
Il est établi que Perregaux était, depuis le début de la Révolution, un des relais de cette politique par ses distributions de l'argent anglais à plusieurs meneurs. Il connaissait Jean-Paul Marat, son compatriote de Neuchâtel. Selon l'abbé Jean-Louis Soulavie qui avait pratiqué la famille Marat, Perregaux correspondait discrètement avec lui à Paris, par l'intermédiaire du citoyen Antoine Gasc et par celui de son premier commis, le sieur Jannot-Lançon, membre des Cordeliers, qui était régulièrement chargé de la procuration du banquier. Perregaux avait aussi, d'après les archives des notaires, des relations avec le redoutable Stanislas Maillard, au moment où Stanislas Maillard, qui avait conservé les archives relatives aux massacres de septembre, s'attendait à être guillotiné ou assassiné. il connaissait encore le député Benoît Joseph Guffroy encore membre du Comité de sûreté générale et d'autres connus pour leurs positions ultra-révolutionnaires. Il s'occupa aussi des affaires entre Berthold Proly et sa mère, et celles du citoyen Louis-Marie Lhuillier ou Lullier, président du directoire du département de Paris, et de sa femme, Louise-Laurence Maclarc.
Le banquier des Exagérés, avait ses entrées au ministère de la guerre. Sous l'administration Jean-Nicolas Pache puis sous celle de sa créature, Jean-Baptiste Bouchotte, Perregaux fut sollicité diverses fois. En février il participait au montage du marché contracté entre le ministre Jean-Nicolas Pache, son compatriote de Neuchatel, et la société Winter et Cie, un marché désastreux pour la République, qui avait été garanti, à la veille de la guerre avec l'Angleterre, par l'emprunt dit « des trois fils » du roi d'Angleterre, régularisé par les notaires Brichard et Chaudot qui furent guillotinés. En mai 1793, on le chargeait d'ouvrir des crédits aux agents du ministère pour acheter des armes, et il cautionna les achats pour 600 000 livres. Cet argent s'envola, disparut on ne sait où, tandis que les revers des armées en Vendée et ailleurs se multipliaient avec Santerre, Westermann, Ronsin et Rossignol. Inexpérience disent les uns, impéritie calculée disent les autres. Tant que Pache est influent, une main invisible semble désorganiser l'armée, un service essentiel, vital, de la république. Louis-Sébastien Mercier et beaucoup d'autres républicains avec lui ont pointé le rôle extrêmement néfaste de l'administration Pache.
Quant à Perregaux, il dissimula toujours soigneusement sa correspondance régulière avec William Eden, lord Auckland, « l’homme le plus distingué d’Angleterre qui, disait-il, m’a toujours témoigné de l’amitié », une correspondance extrêmement importante et fiable, donnant des nouvelles de Paris, et qui se poursuivit jusqu’à la déclaration de guerre de février 1793, puis se maintint, par des voies détournées - il lui écrivit après la déclaration de guerre sous le nom de « Courtown » -, jusque sous l’Empire. Une trace importante en est conservée aux archives cantonales de Neuchâtel et une autre, petite partie de la correspondance du Directoire a été publiée dans la correspondance de Lord Auckland.
Un document intercepté arrivé entre les mains de Georges-Jacques Danton et retrouvé dans ses papiers – qui se réservait sans doute de l’utiliser contre ses ennemis Exagérés, sans en avoir eu le temps – indique clairement que Perregaux était un acteur principal de la politique dangereuse de la démagogie et de la corruption, chargé par le gouvernement britannique de payer les Jacobins afin qu’ils se dressent les uns contre les autres. Cette lettre adressée par le Foreign office au banquier était en anglais.. voici la traduction qu'en a donné Albert Mathiez d'après l'original :

« Whitehall vendredi 13
L'information que vous nous avez dernièrement envoyée a été très satisfaisante et donne à 12 une satisfaction qui lui va droit au cœur. Nous désirons que vous continuiez vos efforts et que vous avanciez 3 000 livres à M. C. D., 12 000 à W. T. et 1 000 à De M. pour les services essentiels qu'ils nous ont rendus en soufflant le feu et en portant les Jac. au paroxysme de la fureur. Nous espérons que, grâce à vos efforts et à ceux d'autres personnes que nous vous enverrons bientôt, le vieux 7 sera bientôt de nouveau rétabli ou pour le moins, que le présent o se prolongera pour quelques années. Nous sommes décidés à faire droit à la demande de C.D., vous voudrez bien lui avancer 18 000 livres et être assez aimable pour l'aider à découvrir les canaux dans lesquels l'argent peut être distribué avec le plus de succès. Nous avons une grande quantité d'affaires à traiter aujourd'hui au ministère, cette circonstance m'oblige à écrire moi-même pour S… »

L’un des "instruments" cité dans cette lettre était bien Chemin-Deforgues, issu de la Commune de Paris, ministre potiche et créature de Bertrand Barère de Vieuzac, le véritable patron des relations extérieures de l'an II, et dont on ne finit pas de découvrir les liens subtils qu’il entretenait avec le ministère britannique. Dans les archives du Foreign Office, il y a plusieurs allusions au rôle de Chemin-Deforgues et aux intelligences que le ministère Pitt avait ménagé dans ses bureaux. Il est donc certain que les initiales « M. C. D. » et « C. D. » qui figurent dans la note anglaise en date du 13 septembre 1793 adressée à Perregaux par « Son Excellence » désignent le ministre imposé par Barère de Vieuzac aux Affaires étrangères. Quant à Westermann il est connu comme un général des Exagérés qui a partagé avec Turreau la responsabilité des massacres de Vendée tels que Bertrand Barère de Vieuzac les préconisait en septembre 1793.
Concerné par la loi des suspects étendue aux gens de finances, Jean-Frédéric Perregaux fut incarcéré quelques jours, du 7 au 12 septembre 1793, mais il sortit de prison grâce à la protection discrète et puissante de Barère de Vieuzac, inamovible rapporteur au Comité de salut public. Atteinte d’un cancer depuis dix-huit mois, son épouse, Adélaïde de Prael mourut peu après le 22 janvier 1794 à Paris. Il n’eut guère le temps de la pleurer car, impliqué dans l’affaire du duc du Châtelet, Perregaux eut tout juste le temps de fuir en Suisse grâce à l’opportunité d’une mission que Barère lui confia au nom du Comité de salut public. Le 4 mars, il écrivait être arrivé à Bâle. En son absence, ses registres et ses livres de compte furent saisis. Il perçoit, pour le compte de divers anglais, au nombre de 84, une somme se montant à 478 773 livres de rentes viagères et 21 303 de rentes perpétuelles. Au total, il doit 695 221 à des sujets britanniques et a 651 000 de créances sur eux.
En 1791 M et Mme d'Esquelbecq lui avaient vendu l’ex-Hôtel de mademoiselle Guimard, situé rue de la Chaussée-d'Antin, qui sera désormais sa résidence.

### Sous le Directoire
À Paris, sous le Directoire, où il reprend ses activités de banque, Perregaux est fortement suspecté d’appartenir au parti clichyste qui préparait un coup d’État pour mettre Louis XVIII sur le trône. À ce titre, il est placé sous surveillance et fait l’objet de plusieurs rapports de police. Un de ces rapports est établi au moment des négociations de Lille avec Lord Malmesbury, tractations encore mystérieuses qui ne débouchent sur rien et où Perregaux a joué les utilités. Il est classé sans suite car les amis de l’Angleterre étaient très présents, non seulement aux Anciens, mais dans la haute administration républicaine, dans les ministères-clés comme la Trésorerie où l’inamovible Savalette de Lange était toujours en place, au ministère de l’Intérieur, et au ministère des Affaires étrangères de Delacroix qui pouvait donc en principe avoir pleine connaissance des activités souterraines de Perregaux, s'il a lu ce rapport qu'on lui mit sous les yeux :

« Le ministre est invité à faire surveiller en ce moment critique le citoyen Perregaux, banquier, demeurant rue de Mirabeau, no 6.
Perregaux est Suisse, (et) son frère était capitaine dans un régiment suisse. Il a été aide de camp de La Fayette et son homme de confiance.
Il était le banquier de lord Malmesbury, et, en 1790, il était l’ami intime et le banquier de milord (Robert) Fitzgerald, ambassadeur d’Angleterre et à présent ambassadeur en Suisse. Il était aussi le banquier et l’ami de Wickham et de Crauwfurd qui demeurait rue de Clichy et qui est actuellement en Suisse.
Perregaux est l’ami du major Gall, espion de l’Angleterre qui demeurait à Paris, boulevard de Bonne nouvelle. Il est l’âme damnée de tous les Anglais.
En 1792, il faisait passer des fonds énormes en Suisse. Depuis cette époque, il est associé dans les finances de la France et a fait des voyages multipliés en Suisse et à Genève. Il est lié intimement avec Necker et toute sa famille. Son associé est un nomme Gumpelsheimer, natif de Francfort, jadis premier commis de Bethmann, banquier de l’empereur à Francfort, royaliste éhonté. Perregaux est en outre l’ami intime des deux Barthélemy (dont l’ambassadeur du Directoire en Suisse). Il est à craindre que, dans ce moment, il ne fasse passer des fonds en Suisse ou qu’il ne les retire pour les porter ailleurs.
Si la guerre ou une très forte mésintelligence avec la Suisse a lieu, le ministre doit faire surveiller toutes les maisons de commerce suisses, genevoises (Genève est encore une république) et autres qui sont en France. Ce sont les maisons de commerce de ces deux nations qui ont occasionné les révoltes de Lyon, Marseille et autres lieux.
Ces vérités sont d’une nature si frappante que le gouvernement ne peut les ignorer et qu’il a le plus grand intérêt à saisir tous les fils de la conspiration dont ces négociations sont les anneaux d’une chaîne immense qui s’étend sur tous les points de France. »

Dans les archives du Public Record Office, à Londres, il subsiste encore des lettres de Perregaux – datées 1796 – dans lesquelles il donne toujours des nouvelles de Paris à ses correspondants, principalement son ami le baron Auckland (dit « Courtown ») qui ne garde évidemment pas ces informations pour lui.
Le 18 fructidor bouleverse ses plans, et Perregaux, dont la fille Hortense a épousé le général Marmont, se rapproche de Charles-Maurice de Talleyrand, le nouveau ministre des relations extérieures. Il sera désormais le banquier des agents secrets de la diplomatie assez particulière et cloisonnée de Talleyrand : il supervise notamment le financement des voyages de Mme de Bonneuil en Russie et en Angleterre, du sieur Beauvoisin, de Galon-Boyer en Pologne ou de Sandillaud du Bouchet en Allemagne. Croyant que Bonaparte préparerait le pays à un retour progressif de la monarchie constitutionnelle en France, il favorise le coup d’État du 18 brumaire. Pourtant, selon Lewis Goldsmith, en général assez bien informé sur ces sujets, quoique bien intégré dans la nouvelle société, Perregaux continua à servir et renseigner le gouvernement britannique jusqu'à la rupture de la paix d'Amiens et les débuts de l'Empire.

### Sous le Consulat et l'Empire

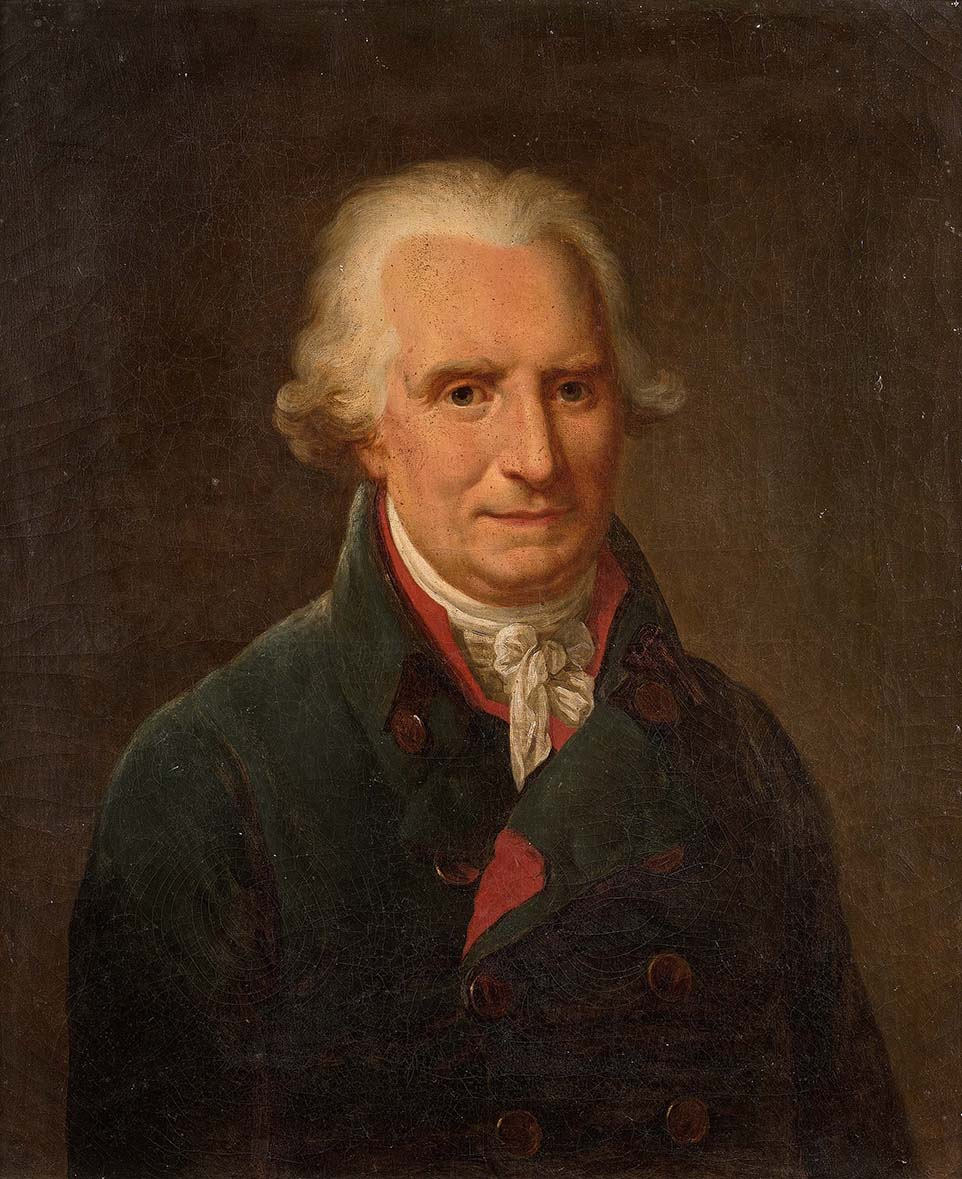
Portrait de Perregaux.

Le 26 décembre 1799, Napoléon le nomma au Sénat conservateur. Régent de la Banque de France le 13 février 1800, puis Premier Régent du premier siège, il le resta jusqu’à sa mort. Le 18 octobre 1801, il fut également nommé Président du Comité Central de cette même Banque de France jusqu’au 22 avril 1806, date de la dissolution de ce comité. Il fit également partie des Négociants réunis chargés de trouver des fonds pour le Trésor.
Le 23 février 1806, il crée la société Perregaux et Cie avec Jacques Laffitte qui est son bras droit et principal administrateur depuis le début de la Révolution. Tenu en méfiance par l’Empereur, Perregaux épouse la disgrâce de Talleyrand[réf. nécessaire].
Il meurt le 17 février 1808, à 3 h 30 du matin, dans son magnifique château de Viry-Châtillon, bâtisse provenant de la duchesse de Mazarin puis du comte de Sartines qui le lui avait vendu sous le Directoire. On dit qu’il meurt en contemplant le portrait de Mlle Duthé, peinte à Londres par Danloux et qui était restée une très chère amie. Il est inhumé le 22 au Panthéon. Le caveau familial des Perregaux est au cimetière du Père-Lachaise, 40e division.

### Descendance

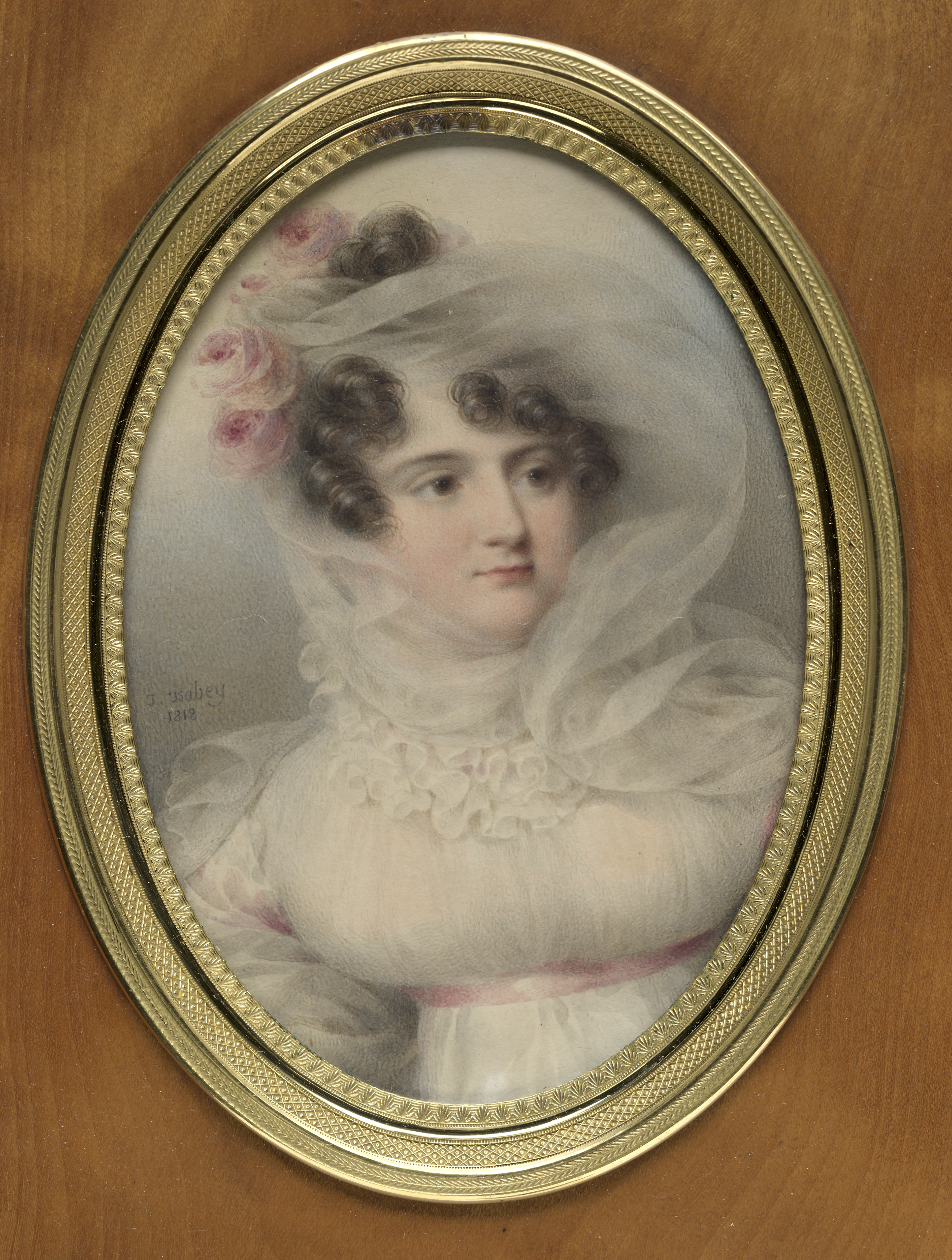
Anne Marie Hortense Perregaux, maréchale de Marmont et duchesse de Raguse, miniature, 1818 (Cleveland Museum of Art)

Il a deux enfants, dont Anne Marie Hortense, née le 18 octobre 1779 à Paris, qui épouse à Paris le 12 avril 1798, Auguste Frédéric Louis de Viesse de Marmont, duc de Raguse, aide de camp de Bonaparte et héros de la prise de Malte.
Son fils, Alphonse Claude Charles Bernardin, comte Perregaux, né le 29 mars 1785 et mort à Paris également, le 9 juin 1841, est lui aussi banquier, Chambellan de l’Empereur et comte de l’Empire par lettres patentes des 28 octobre et 21 décembre 1808. Ses armes sont : « D’argent à trois chevrons de sable. » Il avait épousé à Paris, le 20 novembre 1813 (contrat Mignard du 14 avril), Adèle Elisabeth Mac Donald de Tarente (1794-1822) fille du Maréchal Étienne Macdonald et de Marie Constance Jacob de Montloisier. Un de leurs fils est le mari de Marie Duplessis qui sert de modèle à la Dame aux camélias.